# Eremoleon pallens
Eremoleon pallens is een insect uit de familie van de mierenleeuwen (Myrmeleontidae), die tot de orde netvleugeligen (Neuroptera) behoort. 
Eremoleon pallens is voor het eerst wetenschappelijk beschreven door Banks in 1941.